# Hartelstein
Hartelstein in een straat in Amsterdam-Zuid.
De achterafstraat kreeg per 13 mei 1959 haar naam, een vernoeming naar Kasteel Hartelstein. Meerdere straten in deze buurt in Buitenveldert zijn vernoemd naar kastelen en landhuizen. Ook andere steden waaronder Maastricht en Eindhoven hebben een straat Hartelstein. De Amsterdamse straat begint aan Oud-Ehrenstein en eindigt op Walborg. De enige zijstraat is Imstenrade, dat in september 2019 enige bekendheid kreeg door de moord op advocaat Derk Wiersum.
Hartelstein ligt ingeklemd in een buurtje dat ligt tussen de Van Boshuizenstraat en de gracht ten noorden van 't Kleine Loopveld. Het heeft huisnummers oplopend van 1 tot en met 10, alle aan de zuidkant gelegen en uitkijkend op de gracht en het park. De meeste villa's zijn van de hand van W.J. Klein. Nummer 10 (en wellicht ook 9) is ontworpen door Justus Hendrik Scheerboom. De villa nummer 8 is een specifiek geval, het is ontworpen door kunstenaar /architect Jan  Rietveld. Het bevat aan de straatzijde twee plastieken.

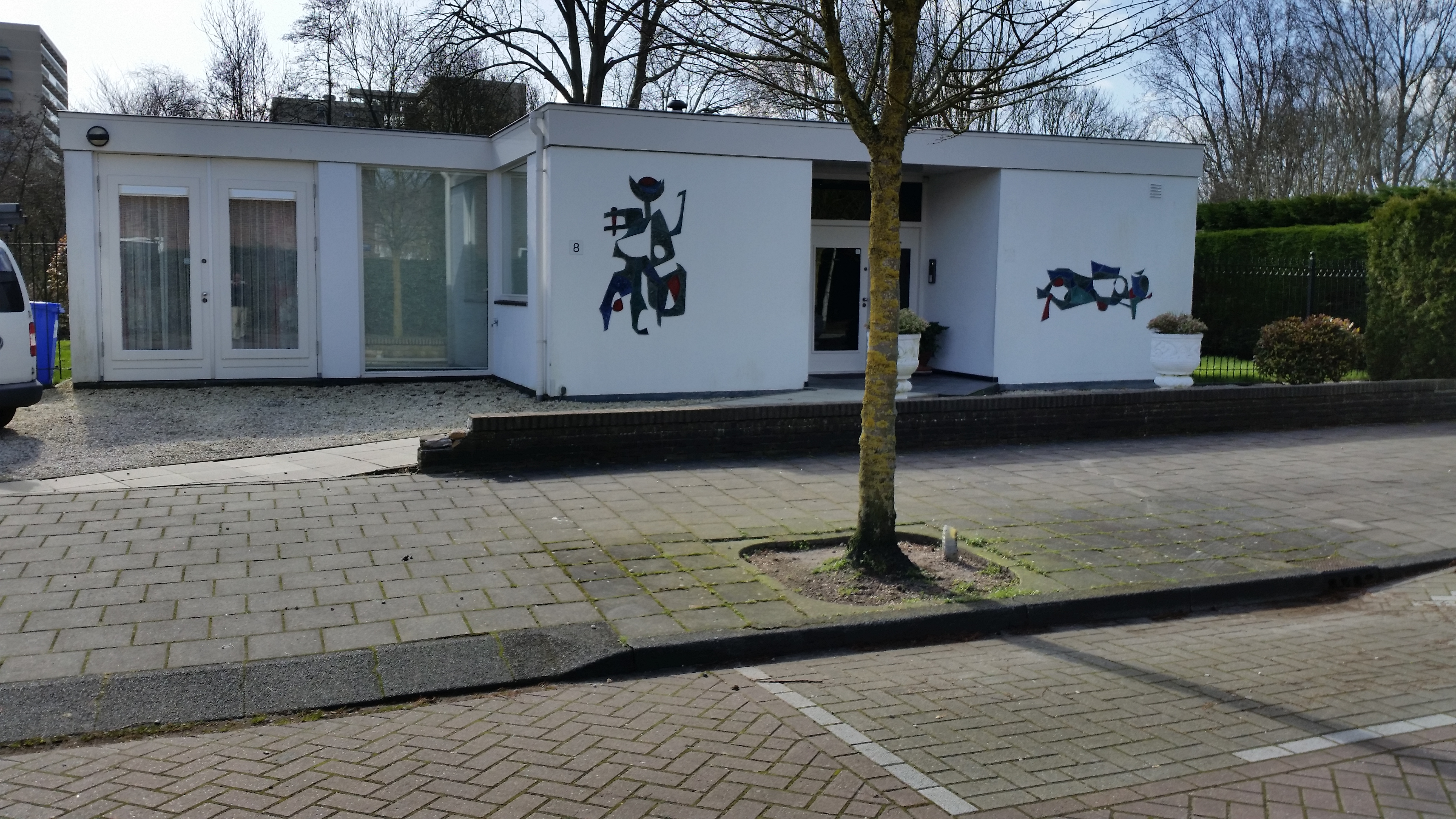
Hartelstein 8 (maart 2020)